# Schulamt Neuendorf
Das Schulamt Neuendorf war eine Verwaltungseinrichtung des Joachimsthalschen Gymnasiums in Berlin mit Amtssitz im Wohnplatz Oderberg-Neuendorf der Stadt Oderberg (Landkreis Uckermark, Brandenburg). Schon 1607 hatte der damalige brandenburgische Kurfürst Joachim Friedrich dem Joachimsthalschen Gymnasium das Amt Oderberg (bzw. die Einnahmen aus diesem Amt) zum Unterhalt des Gymnasiums unter Vorbehalt zugewiesen. Durch den Dreißigjährigen Krieg und Zurückhaltung durch die Verwaltung kam das Gymnasium erst 1650 in den tatsächlichen Besitz des Amtes Oderberg, allerdings nicht des gesamten Amtes. Um 1685 richtete das Joachimsthalsche Gymnasium in Neuendorf eine eigene Amtsverwaltung ein. Das Schulamt Neuendorf war schon Anfang des 18. Jahrhunderts verpachtet. Mit der Kreisreform von 1872/74 wurden ihm die hoheitlichen Aufgaben entzogen. Das Vorwerk, meist weiterhin Schulamt oder auch Schulgut genannt, blieb jedoch im direkten Besitz des Joachimsthalschen Gymnasiums und wurde weiterhin verpachtet. 1947 wurde das Gut verstaatlicht.

## Geschichte
1607 stiftete der brandenburgische Kurfürst Joachim Friedrich das Joachimsthalsche Gymnasium, in dem 120 Schüler unterrichtet werden sollten. Zur Finanzierung des laufenden Etats überschrieb er der neuen Institution Zinsen, Renten und Naturallieferungen, auch Dienste von Bauern der benachbarten Dörfer sowie das Amt Dambeck in der Altmark. Einige der Stiftungsgüter waren aber noch verpfändet und mussten erst ausgelöst werden, oder sie waren auf Lebenszeit des Amtmannes vergeben. Die Stadt Joachimsthal und die Gebäude des Gymnasiums wurden 1636 von sächsischen Truppen verwüstet; Schüler und Lehrer flohen nach Berlin. Dort wurde der regelmäßige Schulbetrieb ab etwa 1656 wieder aufgenommen und an mehreren Standorten bis 1912 weitergeführt. Danach wurde das Gymnasium nach Templin verlegt.
Das Schulamt Neuendorf geht im Wesentlichen zurück auf das Amt Oderberg bzw. das Zubehör zur markgräflichen Burg Oderberg. Von 1514 bis 1592 war das Amt Oderberg an die von Fronhofer verliehen. Nach dem Tod des Christoph von Fronhöfer 1593 erhielt Jobst von Oppen das Amt Oderberg. Er war nicht zur Rechnungslegung verpflichtet, sondern erhielt alle Gefälle und Einkünfte und durfte das Zubehör uneingeschränkt nutzen. 1607 schenkte Kurfürst Joachim Friedrich dem Joachimsthalschen Gymnasium das Amt Oderberg, unter dem Vorbehalt, dass Jobst von Oppen das Amt Oderberg bis zu seinem Tod behalten solle. 1618 starb Jobst von Oppen, doch das Amt Oderberg blieb zunächst im Besitz des Landesherrn. 1628 erteilte Kurfürst Georg Wilhelm erneut den Befehl zur Übergabe des Amtes Oderberg an das Gymnasium. Sein Kanzler Adam von Schwarzenberg hielt den Befehl jedoch zurück, und die Übergabe unterblieb erneut. Erst unter Kurfürst Friedrich Wilhelm kam das Joachimsthalsche Gymnasium 1650 in den tatsächlichen Besitz des Amtes Oderberg. Der Kurfürst behielt sich jedoch drei Weinberge und den Zoll in der Stadt Oderberg vor. 1654 wurde das Vorwerk Neuendorf nicht mehr vom Amt Oderberg, sondern vom Amt Chorin für das Joachimsthalsche Gymnasium mitverwaltet. Ab etwa 1685 wurde dann ein eigenes Amt in Neuendorf eingerichtet, das Schulamt Neuendorf. Um 1800 gehörten zum Schulamt Neuendorf (nach Bratring 1801):
- Breitelege. Die Flur Breitelege gehörte 1686 nur zum Teil zum Schulamt und war damals ein teilweise noch bewachsenes Feld, das nur alle drei Jahre vom Amt besät werden konnte. Dieser Teil der Flur wurde daher auch Amts-Breitelege genannt. 1692 ließ das Schulamt Neuendorf auf seinem Anteil der Breitelege einen Hammelstall von 15 Gebinden errichten. Um 1720 ging der Hammelstall bereits wieder ein. 1788 war auf der (Amts-)Breitelege eine Ziegelei entstanden, die 1803 durch ein Unwetter zerstört wurde. 1843 wurde der Amtsanteil der Flur Breitelege vom Fiskus aufgekauft und aufgeforstet. Um 1849 wurde in der Breitelege ein Forsthaus errichtet, der heutige Wohnplatz Saaten-Neuendorf im Ortsteil Hohensaathen der Stadt Bad Freienwalde. 1874 gehörte Breitelege zum Forstgutsbezirk Liepe/Chorin, ab 1900 zum Gutsbezirk Forst Freienwalde.
- Grunewald, Ziegelei. Der Wohnplatz existiert nicht mehr (Lage: ca. 1,7 km südlich von Neuendorf)
- Hohensaaten (1801: Koloniedorf). Das Dorf gehörte zum Amt Oderberg. Es war ein Fischerdorf
- Kalkofen. Der Kalkofen wurde 1844 auf Amtsgebiet angelegt.
- Lunow (1801: Dorf und Vorwerk). Das Dorf gehörte ursprünglich zum größeren Teil zur Burg Oderberg, später Amt Oderberg. 1607 waren aber noch Teile davon weiter verliehen an das Kloster Zehden und das Kloster Chorin. Vermutlich um diese Zeit waren auch andere kleinere Lehnstücke an das Amt Oderberg gefallen. 1607 erhielt das Joachimsthalsche Gymnasium das Angefälle (die Anwartschaft) auf das Amt Oderberg. Allerdings setzte sich nach dem Tod des Jobst von Oppen († 1618) Graf Adam von Schwarzenberg in den Besitz des Amtes Oderberg. Erst 1650 – nach der Enteignung der Schwarzenbergschen Güter – kam das Joachimsthalsche Gymnasium in den Besitz des größeren Teils von Lunow. Das Lehnschulzengut verblieb zunächst bei den von Fronhöfer zu Stolzenhagen. 1658 verkauften auch die von Fronhöfer ihr Lehnschulzengut in Lunow für 775 Taler dem Gymnasium.
- Oderberg, altes Schloss, Windmühle bis 1743 Obergerichte, Patronat (bis 1860)
- Oderberg-Neuendorf (1801: Amtsvorwerk). Das Dorf Neuendorf gehörte im 14. Jahrhundert der Stadt Oderberg. Nach 1375 war das Dorf wüst gefallen. Die Feldmark muss danach an die Burg bzw. das Amt Oderberg gekommen sein, denn 1492 war auf der wüsten Feldmark vom Amt ein Vorwerk aufgebaut worden, das Vorwerk Neuendorf.
- Neuenzoll, Neuer Zoll, 1754 wurde die Hauptzollstelle von Oderberg nach Hohensaaten verlegt.
- Vorwerk Steinberg. Das Vorwerk wurde 1825/26 aufgebaut.

Nach dem Königlich Preußischen Staatsanzeiger von 1864 sollten die Vorwerke Neuendorf und Steinberg auf 18 Jahre (erneut) verpachtet werden. Sie umfassten damals 2423 Morgen Acker, 561 Morgen Wiesen, 274 Morgen Weiden, 35 Morgen Gärten, 21 Morgen Hof- und Baustellen, 9 Morgen Wasser und 54 Morgen an Unland und Wegen, insgesamt 3380 Morgen. Dazu gehörten eine Brennerei und eine Ziegelei. Die jährliche Pachtsumme sollte 9.330 Taler betragen. Der künftige Pächter musste ein Vermögen von 40.000 Talern nachweisen. Die Vorwerke Neuendorf und Steinberg bildeten einen eigenen Gutsbezirk. Die Ausschreibung war letztendlich rein formal. Der neue Pächter Christian Friedrich (Fritz) Wilhelm Julius Karbe (1830–1879) war der vormalige Mitpächter gewesen.
Adolf Frantz gibt 1863 die Größe des Vorwerks Neuendorf mit 2041 1/2 Morgen (gesamt) an, davon 1520 Morgen Acker, 468 1/2 Morgen Wiese (in der Addition ergben sich nur 1988 1/2 Morgen; der Rest war wohl Wald), die des Vorwerks Steinberg mit 1306 Morgen, davon 790 Morgen Acker, 272 Morgen Wiese und 178 Morgen Weide (in der Addition ergeben sich aber nur 1240 Morgen, der Rest war wohl Wald).
1872 wurden dem Schulamt Neuendorf die hoheitlichen Befugnisse über die bisher amtsangehörigen Gemeinden entzogen und auf den Kreis Angermünde bzw. auf die neu gegründeten Amtsbezirke übertragen. Neuendorf und das Vorwerk Steinberg wurden dem Amtsbezirk 12 Neuendorf des Kreises Angermünde zugewiesen. Das Gut blieb aber im Besitz des Joachimsthalschen Gymnasiums und wurde weiterhin Schulamt oder auch Schulgut genannt. Es blieb weiterhin verpachtet und bildete zusammen mit dem Vorwerk Steinberg einen eigenen Gutsbezirk.
1928 wurde der Gutsbezirk Neuendorf aufgelöst. Teile wurden an die Landgemeinden Lunow und Hohensaaten angeschlossen. Aus dem Rest und Teilen des Gutsbezirks Freienwalde Forst wurde die Landgemeinde Neuendorf gebildet (heute Oderberg-Neuendorf).
1929 hatte das Schulamtsgut Neuendorf eine Gesamtgröße von 867 ha, davon waren 668 ha Acker, 131 ha Wiesen, 50 ha Weiden, 16 ha Unland, Hofgelände und Wege und 2 ha Wasser. Der Tierbestand betrug 34 Pferde, 184 Stück Rindvieh, davon 34 Kühe, 32 Schafe und 109 Schweine. Der Grundsteuerreinertrag ist mit 17597 Mark beziffert.
Das Schulamtsgut Neuendorf blieb bis 1947 im Besitz des Joachimsthalschen Gymnasiums und wurde dann enteignet. 1945 hatte es einschließlich der Oderberger Wiesen und einem Restgelände bei Cunow eine Gesamtgröße von 690,2070 ha.

## Amtleute
- ab 1776 bis 1808 Adam Christian Karbe (1745–1808), verheiratet mit Julie/Juliane Schulze (1766–1835), Oberamtmann[7]
- 1808 bis 1815 verwitw. Julie Karbe geb. Schulze, ab 1812: Friedrich Wilhelm Heinrich Christian Karbe (1793–1855), Schulamtassistent (Sohn des vorigen Adam Christian Karbe und der Julie Schulze)[8]
- 1815 bis 1855 Friedrich Wilhelm Heinrich Christian Karbe, Oberamtmann[9], 1839: Amtsrat[10]
- 1855 bis 1866 verw. Frau Amtsrätin Henriette Karbe, geb. Baath (1799–1874),[11] ab ca. 1859 Amtsassistent: Christian Friedrich Wilhelm Julius Karbe (* 1830, † 29. Dezember 1879)[12] ab 1861: Mitpächter[13]
- ab 1866 bis 1879 Christian Friedrich (Fritz) Wilhelm Julius Karbe (1830–1879), Leutn. a. D., Amtsverwalter,[14] 1869 erhielt er den Titel Oberamtmann,[15] verheiratet seit 1858 mit Mathilde Kortmann
- 1879 bis 1882 Mathilde Karbe, geb. Kortmann[16]
- 1882 bis 1896 Sigmund Meyer, Pächter, wurde 1890 zum Oberamtmann ernannt[17][18][19]
- 1903 (Georg) Otto, Pächter[20]
- 1907 Georg Otto, Pächter[21]
- 1914 Georg Otto, Kgl. Oberamtmann[22]
- 1921 Oberamtmann Otto[23]
- 1923 Georg Otto, Oberamtmann, Pächter[24]
- 1929 Georg Otto, Pächter[5]